# بروميليا أغافية الأوراق
بروميليا أغافية الأوراق (الاسم العلمي:Bromelia agavifolia) هو نوع نباتي يتبع جنس البروميليا من فصيلة البروميلية.